# Fistulina
Fistulina Bull., 1791 è un genere di funghi basidiomiceti della famiglia Fistulinaceae.

## Specie diFistulina
La specie tipo è Fistulina hepatica (Schaeff.) With. 1801, le altre specie incluse sono:
- Fistulina africana Van der Byl (1928)
- Fistulina antarctica Speg. (1887)
- Fistulina brasiliensis O. Fidalgo & M. Fidalgo (1958)
- Fistulina firma Peck (1899)
- Fistulina guzmanii Brusis (1973)
- Fistulina pallida Berk. & Ravenel (1872)
- Fistulina spiculifera (Cooke) D.A. Reid (1963)